# Dietrich Belitz
Dietrich Belitz (Alemania, 1955) es un físico teórico germano-estadounidense de la facultad de la Universidad de Oregón. Estudia mecánica estadística y física de la materia condensada.

## Biografía

### Primeros años
Obtuvo su maestría en 1980 y su doctorado en 1982, ambos por la Universidad Técnica de Múnich (Alemania). Su tesis se tituló Der Einfluß inkohärenter Tunnelprozesse auf die Leitfähigkeit ungeordneter Materialien (trad.: La influencia de los procesos de construcción de túneles incoherentes en la conductividad de materiales desordenados), asesorada por Wolfgang Götze. Realizó trabajos postdoctorales en la Universidad de Maryland.

### Carrera
En 1987, se unió a la facultad de la Universidad de Oregón y es miembro del Instituto de Ciencia de Materiales de allí. Se convirtió en profesor de física en 1997. Su investigación ha incluido la mecánica estadística, la materia condensada y la teoría de sistemas cuánticos de muchos cuerpos.
La revista Reviews of Modern Physics describe sus intereses como "... centrados en problemas cuánticos de muchos cuerpos, incluida la superconductividad, el magnetismo, los procesos de transporte y las transiciones de fase cuánticas".
Es miembro del grupo de Mecánica Estadística y Teoría de la Materia Condensada de la Universidad, que describe su trabajo como el estudio de:

...sistemas fuertemente fluctuantes con un gran número (por ejemplo, número de Avogadro) de grados de libertad. Estos incluyen problemas cuánticos de muchos cuerpos, fases "blandas" de la materia y sistemas biológicos. Los fenómenos cuánticos que estudiamos incluyen la superconductividad y el magnetismo; transiciones de fase cuánticas, en particular la transición metal-aislante y transiciones magnéticas; y teoría del transporte. Los sistemas blandos incluyen cristales líquidos; fluidos complejos; estructuras delgadas y flexibles (por ejemplo, cadenas de polímeros, una hoja de papel o una pelota de ping-pong); macromolecular líquidos y mezclas, y su separación de fases mediante modelado de grano grueso y multiescala; y metamateriales mecánicos. Los sistemas biológicos incluyen rebaños, poblaciones en evolución, epidemias, árboles, proteínas, ácidos nucleicos y complejos de proteína/ácido nucleico.

Se desempeñó como jefe de departamento de física de 1998 a 2004, decano asociado de ciencias naturales de 2004 a 2010 y director del Instituto de Ciencias Teóricas de la Universidad de Oregón de 2013 a 2019.
De 2005 a 2020, se desempeñó como editor asociado de teoría de la materia condensada para Reviews of Modern Physics.

## Premios y honores
- Elegido miembro de la Sociedad Estadounidense de Física en  2010 por trabajos sobre transiciones de fase clásicas y cuánticas, y la naturaleza de las fases afectadas por la invariancia de escala genérica.[8]

## Publicaciones seleccionadas
- Brando, M.; Belitz, D.; Grosche, F. M.; Kirkpatrick, T. R. (31 de mayo de 2016). «Metallic quantum ferromagnets». Reviews of Modern Physics 88 (2): 025006. Bibcode:2016RvMP...88b5006B. arXiv:1502.02898. doi:10.1103/RevModPhys.88.025006.
- Belitz, D.; Kirkpatrick, T. R.; Vojta, Thomas (5 de julio de 2005). «How generic scale invariance influences quantum and classical phase transitions». Reviews of Modern Physics 77 (2): 579-632. Bibcode:2005RvMP...77..579B. arXiv:cond-mat/0403182. doi:10.1103/RevModPhys.77.579.
- Belitz, D.; Kirkpatrick, T. R. (1 de abril de 1994). «The Anderson-Mott transition». Reviews of Modern Physics 66 (2): 261-380. Bibcode:1994RvMP...66..261B. doi:10.1103/RevModPhys.66.261.
- Belitz, D.; Kirkpatrick, T. R.; Vojta, Thomas (7 de junio de 1999). «First Order Transitions and Multicritical Points in Weak Itinerant Ferromagnets». Physical Review Letters 82 (23): 4707-4710. Bibcode:1999PhRvL..82.4707B. arXiv:cond-mat/9812420. doi:10.1103/PhysRevLett.82.4707.
- Belitz, D.; Kirkpatrick, T. R.; Vojta, Thomas (15 de abril de 1997). «Nonanalytic behavior of the spin susceptibility in clean Fermi systems». Physical Review B 55 (15): 9452-9462. Bibcode:1997PhRvB..55.9452B. arXiv:cond-mat/9611099. doi:10.1103/PhysRevB.55.9452.
- Belitz, D.; Kirkpatrick, T. R.; Rollbühler, Jörg (21 de junio de 2005). «Tricritical Behavior in Itinerant Quantum Ferromagnets». Physical Review Letters 94 (24): 247205. Bibcode:2005PhRvL..94x7205B. arXiv:cond-mat/0410344. doi:10.1103/PhysRevLett.94.247205.